# Aeroportul Gascoyne Junction
Aeroportul Gascoyne Junction (IATA: GSC, ICAO: YGSC) este un aeroport din Australia de Vest, Australia.
Situat la o altitudine de 149 m, aeroportul dispune de o singură pistă.